# Richard Axel
Richard Axel (ur. 2 lipca 1946 w Nowym Jorku) – amerykański lekarz, laureat Nagrody Nobla z dziedziny fizjologii i medycyny w roku 2004 za badania nad receptorami węchowymi i układem węchowym.
Jest profesorem biochemii, biofizyki molekularnej i patologii na Columbia University College for Physicians and Surgeons.
Za swoje osiągnięcia w badaniach nad receptorami węchowymi i układem węchowym w 2004 otrzymał Nagrodę Nobla razem z Lindą B. Buck. Odkryli oni, w jaki sposób działa nabłonek węchowy i opuszka węchowa w nosie człowieka i jak jego mózg rozpoznaje i zapamiętuje około 10 tysięcy różnych zapachów.